# متسلسلة هلبرت وبوانكاريه
في الرياضيات، وبالخصوص في الجبر، متسلسلة هلبرت وبوانكاريه (المعروفة أيضا باسم متسلسلة هلبرت)، سميت هكذا نسبة إلى عالمي الرياضيات ديفيد هلبرت وهنري بوانكاريه.

## تعريف
ليكن K حقلا ما، وليكن {\displaystyle V=\textstyle \bigoplus _{i\in \mathbf {N} }V_{i}} فضاء لمتجهات متدرجة على K.